# Japón en los Juegos Olímpicos de Helsinki 1952
Japón estuvo representado en los Juegos Olímpicos de Helsinki 1952 por un total de 69 deportistas que compitieron en 13 deportes.  
El portador de la bandera en la ceremonia de apertura fue el atleta Bunkichi Sawada.

## Medallistas
El equipo olímpico japonés obtuvo las siguientes medallas:
| Nombre                                                        | Deporte            | Competición       |
| ------------------------------------------------------------- | ------------------ | ----------------- |
| Oro                                                           |                    |                   |
| Shohachi Ishii                                                | Lucha libre        | 57 kg M           |
| Plata                                                         |                    |                   |
| Masao Takemoto                                                | Gimnasia artística | Salto de potro M  |
| Tadao Uesako                                                  | Gimnasia artística | Suelo M           |
| Yushu Kitano                                                  | Lucha libre        | 52 kg M           |
| Hiroshi Suzuki                                                | Natación           | 100 m libre M     |
| Shiro Hashizume                                               | Natación           | 1500 m libre M    |
| Toru Goto Yoshihiro Hamaguchi Hiroshi Suzuki Teijiro Tanikawa | Natación           | 4 × 200 m libre M |
| Bronce                                                        |                    |                   |
| Takashi Ono                                                   | Gimnasia artística | Salto de potro M  |
| Tadao Uesako                                                  | Gimnasia artística | Salto de potro M  |